# Římskokatolická farnost Žandov
Římskokatolická farnost Žandov (lat. Sandavia, něm. Sandau) je zaniklá církevní správní jednotka sdružující římské katolíky na území města Žandov a v jeho okolí. Organizačně spadala do českolipského vikariátu, který je jedním z 10 vikariátů litoměřické diecéze. Centrem farnosti byl kostel svatého Bartoloměje v Žandově.

## Historie farnosti
První zmínka o duchovní správě v Žandově je z Registra decimarum papalinum z roku 1341, kdy místní kněz odváděl 48 grošů desátku za rok. V době po bitvě na Bílé Hoře zde nějaký čas působil jako duchovní správce člen dominikánského řádu.
V roce 1682 byl nad Žandovem vyhlášen interdikt, a farnost byla „na věčné časy“ zrušena, protože v rámci sporu o kostelní lavice došlo v kostele ke krveprolití. Území farnosti bylo převedeno pod farnost Horní Police. Kostel byl tři čtvrtě roku uzavřen, a nakonec znovu vysvěcen. Žandov se stal filiálkou hornopolického arciděkanství. V roce 1775 zde byla ustanovena lokální duchovní správa (expozitura).
Žandovští několikrát usilovali o obnovení samostatné farnosti (v letech 1897 a 1908). Ta byla nakonec obnovena až k 1. lednu 1924. Poslední sídelní kněz ze Žandova odešel v roce 1945, a od té doby je farnost administrována excurrendo z Horní Police.
Ke dni 31. prosince 2024 byla farnost na základě rozhodnutí litoměřického biskupa Stanislava Přibyla sloučena do farnosti – arciděkanství Horní Police, která se tak stala nástupnickou farností.

### Duchovní správcové vedoucí farnost
Začátek působnosti jmenovaného v duchovní správě farnosti od:
- 1650 Fortunat Böhm
- 1653 Maxm. Fogger
- 1655 Narcis Trüzen
- 1666 Valentin Flickeschuch
- 1775 cap. exposit. Ign. Linert, † 5. 2. 1806
- 1806 cap. exposit. Jos. Wurm, n. 5. 1. 1769 Drum, o. 27. 11. 1793, † 19. 12. 1849
- 1808 cap. exposit. vacat
- 1808 cap. exposit. Emanuel Kny, n. 4. 12. 1774 Kreibitz, o. 20. 9. 1801, † 5. 3. 1846
- 1828 cap. exposit. vacat
- 1829 cap. exposit. Jos. Günther, n. 15. 10. 1793 Welnicens., o. 15. 8. 1817, † 24. 7. 1833
- 1834 cap. exposit. vacat, Emman. Kny
- 1835 cap. exposit. Franc. Langer, n. 15. 8. 1793 Schwarcenicens., o. 24. 8. 1821
- 1842 cap. exposit. Jos. Burgermeister, n. 22. 8. 1793 Klumens., o. 24. 8. 1820, † 4. 9. 1855
- 1844 cap. exposit. Car. Hadrawa, n. 23. 2. 1798 Světlá, o. 24. 8. 1822
- 1848 cap. exposit. Wenc. Burger, n. 29. 1. 1802 Wřettowic., o. 20. 8. 1827
- 1850 cap. exposit. Vinc. Lampel, n. 25. 8. 1816 Leipa, o. 15. 10. 1839, † 23. 4. 1888
- 1867 cap. exposit. Christoph. Kachler, n. 6. 7. 1826 Plan., o. 25. 7. 1851, † 1. 4. 1897
- 1876 cap. exposit. Wenc. Jebautzke, n. 1. 5. 1830 Oberřepsch., o. 25. 7. 1854, † 22. 8. 1901
- 1883 cap. exposit. Emman. Czirnich, n. 18. 8. 1838 Leipa, o. 29. 7. 1863, † 22. 3. 1890
- 1886 cap. exposit. Jos. Eschler, n. 8. 3. 1847 Hasel, o. 14. 11. 1874, † 27. 7. 1928
- 1888 cap. exposit. Car. Stolle, n. 23. 10. 1852 Leitmeritz, o. 14. 7. 1877, † 1. 1. 1902
- 1891 cap. exposit. Anton. G. Hauptmann, n. 9. 5. 1858 Markersdorf, o. 3. 6. 1883, † 30. 12. 1932
- 1894 cap. exposit. Wenc. Mauder, n. 14. 1. 1864 Leimgruben, o. 16. 5. 1889, † 16. 9. 1928
- 1901 cap. exposit. Jos. Hampel, n. 26. 12. 1866 Leopoldsruh, o. 29. 6. 1890, † 28. 5. 1942
- 1902 cap. exposit. Václav Frind, n. 30. 7. 1868 Hainspach, o. 24. 5. 1891, † 1945
- 1905 cap. exposit. Franc. Dytrt, n. 18. 3. 1873 Pěčín, o. 5. 7. 1896,
- 1908 cap. exposit. Ludvík Gala, n. 5. 6. 1876 St. Crucis St., o. 8. 12. 1903, † 8. 5. 1957
- 1934 cap. exposit. vacat
- 1. 8. 1936 cap. exposit. Eduard Heine, n. 25. 6. 1903 Altehrenb., o. 29. 6. 1930
- 4. 8. 1945 Franc. Langhaus, admin. exc.
- 27. 11. 1946 Ludovic. Seifert, admin. exc.
- x. 12. 1946 Ludvík Gala, admin. exc.
- 12. 8. 1953 František Polášek, admin. exc.
- 22. 1. 1954 Josef Stejskal, admin. exc. z Horní Police
- 1. 2. 2014 Stanislav Přibyl, CSsR, admin. exc. z Litoměřic, od 1. 7. 2016 z Prahy
- 10. 3. 2024 – 31. 12- 2024 Radek Jurnečka par. vacat, admin. exc. z Litoměřic[2]

Kromě kněží stojících v čele farnosti, působili ve farnosti v průběhu její historie i jiní kněží. Většinou pracovali jako farní vikáři, kaplani, katecheté, výpomocní duchovní aj.

## Území farnosti
Do farnosti náleží území těchto obcí:
- Malý Šachov (něm. Klein Schokau)
- Starý Šachov (něm. Alt-Schokau)
- Žandov (něm. Sandau)

## Římskokatolické sakrální stavby na území farnosti
| Fotografie | Stavba                 | Místo  | Bohoslužby                      | Zeměpisné souřadnice             | Status       | Číslo kulturní památky           |
| Kostel | Kostel                 | Kostel | Kostel                          | Kostel                           | Kostel       | Kostel                           |
| --- | ---------------------- | ------ | ------------------------------- | -------------------------------- | ------------ | -------------------------------- |
| | Kostel sv. Bartoloměje | Žandov | bližší informace o bohoslužbách | 50°42′54″ s. š., 14°23′49″ v. d. | farní kostel | 18625/5-3460 (Pk•MIS•Sez•Obr•WD) |
| Některé drobné sakrální stavby a pamětihodnosti lze dohledat zde v databázi Drobné sakrální památky Zaniklé sakrální stavby lze dohledat zde v databázi Poškozené a zničené kostely, kaple a synagogy v České republice |                        |        |                                 |                                  |              |                                  |

Ve farnosti se mohou nacházet i další drobné sakrální stavby, místa římskokatolického kultu a pamětihodnosti, které neobsahuje tato tabulka.